# ブライアン・カーウェル
ブライアン・カーウェル（Brian Carlwell、1987年10月18日 - ）は、アメリカ合衆国イリノイ州出身のプロバスケットボール選手である。ポジションはC。

## 来歴
サンディエゴ州立大学卒業後、オーストラリア、アルゼンチンのプロリーグでプレイ。
2013年岩手ビッグブルズに入団したが開幕から僅か1ヵ月後の11月5日契約解除された。

## 関連URL
- ブライアン・カーウェル (@ToshiroBly) - X（旧Twitter）